# 久留米日日新聞
久留米日日新聞（くるめにちにちしんぶん）は、福岡県久留米市にある有限会社久留米日日新聞社が発行していた新聞である。
原則として郵送購読のみであり、主に官庁や企業で購読されている。そのため久留米市民をはじめとする一般の人には、殆ど認知されていない。
当初は大牟田日日新聞（のちに三池日報と合併し有明新報）久留米支局であったが、1957年に独立した。2011年現在の部数はおよそ3000部、従業員は3名。
2017年5月25日号を最後に休刊した。

## 概要
- 毎月3回、5,15,25日の発行であるが、5月5日と、12月25日は発行されない。当初は日刊で、その後週刊を経て旬刊となった。
- タブロイド判4ページ、1月5日号は12ページである。

## 沿革
- 1957年（昭和32年）11月 - 創刊。
- 1958年（昭和33年）1月17日 - 第三種郵便物認可。
- 1994年（平成6年） - 法人化。
- 2017年（平成29年） - 5月25日号を最後に休刊。

## 紙面構成
- 1面に社説久日時評を掲載
- 2 - 4面は、地域のイベントや求人案内、ゴルフ大会の結果などを掲載。
  - 3分の1程度を広告で占める。

## 販売店、購読方法
郵送のみ、月ぎめ648円
駅やコンビニ等での販売は無し